# 장 구종
장 구종(Jean Goujon,c. 1510 – c. 1565))는 프랑스 르네상스 시기의 건축가이자 조각가이다.

## 같이 보기
- 프랑스의 미술